# 沈玄侩
沈玄侩（？—？），南陈末年隋朝初年苏州（今江苏省苏州市）人。
江南自从东晋以来，刑法宽大，执行不严，世族凌驾于寒门庶族之上。隋朝平陈以后，尚书右仆射苏威撰写了《五教》，令江南百姓不分男女老少熟读，士民抱怨。婺州汪文進、越州高智慧、苏州沈玄侩起兵造反，都自称天子，设置百官。乐安人蔡道人、蒋山人李棱、饶州人吴世华、永嘉人沈孝徹、泉州人王国庆、杭州人杨宝英、交州人李春等都自称大都督，隋文帝命杨素为行军总管，率军前去讨伐。杨素率水军从杨子津进入江南，攻打在京口打败朱莫问。随后平定晋陵人顾世兴、无锡人叶略。沈玄侩兵败逃走，被杨素率军追上抓获。